# Begonia balmisiana
Espèce
Synonymes
- Begonia balmisiana var. mitelliflora A. DC.[1]
- Begonia monoptera Link & Otto[1]
- Begonia populifolia Kunth[1]
- Begonia reniformis Pav. ex A.DC.[1]
- Begonia syphilitica Sessé & Moc.[1]
- Begonia velutina Brongn. ex Neumann[1]
- Knesebeckia balmisiana (Balmis) Klotzsch[1]
- Knesebeckia monoptera (Link & Otto) Klotzsch[1]

Begonia balmisiana est une espèce de plantes de la famille des Begoniaceae. Ce bégonia est originaire du Mexique. L'espèce fait partie de la section Quadriperigonia. Elle a été décrite en 1794 par Francisco Xavier de Balmis i Berenguer (1753-1819). L'épithète spécifique balmisiana fait référence à son propre patronyme.

## Répartition géographique
Cette espèce est présente au Mexique dans l'Aguascalientes, le Colima, le Durango, le Guerrero, le Jalisco, l'Etat de Mexico, le Michoacan, le Morelos, le Nayarit, le Oaxaca, le Sinaloa, le Zacatecas.

## Liste des variétés
Selon Tropicos (5 février 2017) (Attention liste brute contenant possiblement des synonymes) :
- variété Begonia balmisiana var. balmisiana
- variété Begonia balmisiana var. grandiflora Houghton ex Ziesenh.
- variété Begonia balmisiana var. mitelliflora A. DC.
- variété Begonia balmisiana var. mitellifolia A. DC.
- variété Begonia balmisiana var. nana Houghton ex Ziesenh.